# Église Sainte-Geneviève d'Héricy
L'église Sainte-Geneviève est l'église paroissiale de la commune d'Héricy située dans le département de Seine-et-Marne en région Île-de-France, en France. L'église dédiée à sainte Geneviève, la patronne du village, a été érigée en plusieurs étapes à partir de la fin du XIIe siècle. De la dernière phase de sa construction, elle garde un grand vitrail Renaissance. En 1908, l'église est classée monument historique.

## Histoire

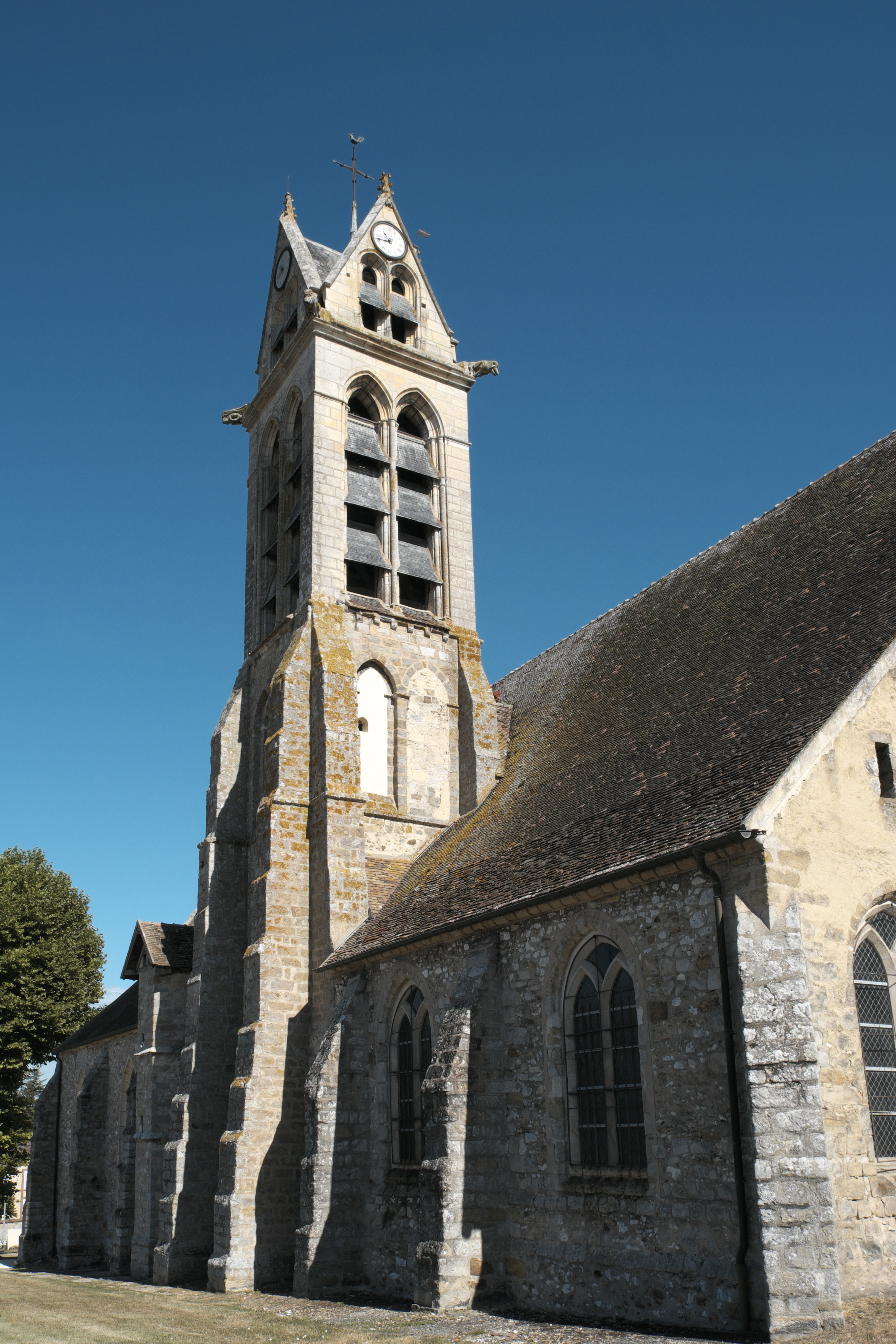
Clocher

Après la fondation de l'abbaye de Barbeau en 1156 par le roi Louis VII qui y fut enseveli après sa mort, en 1180, s'est développé le bourg d'Héricy situé tout près. À la fin du XIIe siècle, on a commencé à construire une église sur un cimetière qui, d'après les fouilles faites au XXe siècle, remonte jusqu'au IIIe siècle. Cette église était accolée à la vieille petite chapelle du cimetière qui deviendra la sacristie. 
Le chœur est la partie la plus ancienne de l'église. Au début du XIIIe siècle ont été élevés les deux ou trois travées de la nef, les deux travées orientales du bas-côté sud et le clocher. La chapelle du Sacré-Cœur, aménagée au XIIIe siècle, était réservée à la seigneurie de la Brosse, la chapelle de la Sainte Vierge a été aménagée au XVe siècle pour les seigneurs d'Héricy.
À la fin du XVe siècle et au début du XVIe siècle on agrandit et embellit l'église avec le soutien de l'amiral Louis Malet de Graville (1438–1516). À cette époque ont été construits les quatre travées de la nef, les trois travées occidentales du bas-côté sud et le grand portail de la façade ouest dont le décor sculpté a été détruit lors des guerrres de Religion. Le bas-côté nord et son portail Renaissance datent de la fin du XVIe siècle, dernière phase de construction.

## Architecture

### Extérieur
Le clocher massif est doté de quatre frontons. Il est percé de baies géminées, légèrement pointues. La partie basse du clocher est soutenue par des contreforts qui s'élancent sur deux étages. Les murs extérieurs de l'église sont également renforcés par des contreforts. Au milieu de la façade occidentale s'ouvre au-dessus du portail principal une haute fenêtre ogivale. Le portail est entouré d'archivoltes et d'un tympan sans décor. Le portail du bas-côté nord, de style Renaissance, est encadré d'archivoltes en plein cintre et de pilastres avec chapiteaux. Il est surmonté d'une rosace à huit lobes.

### Intérieur

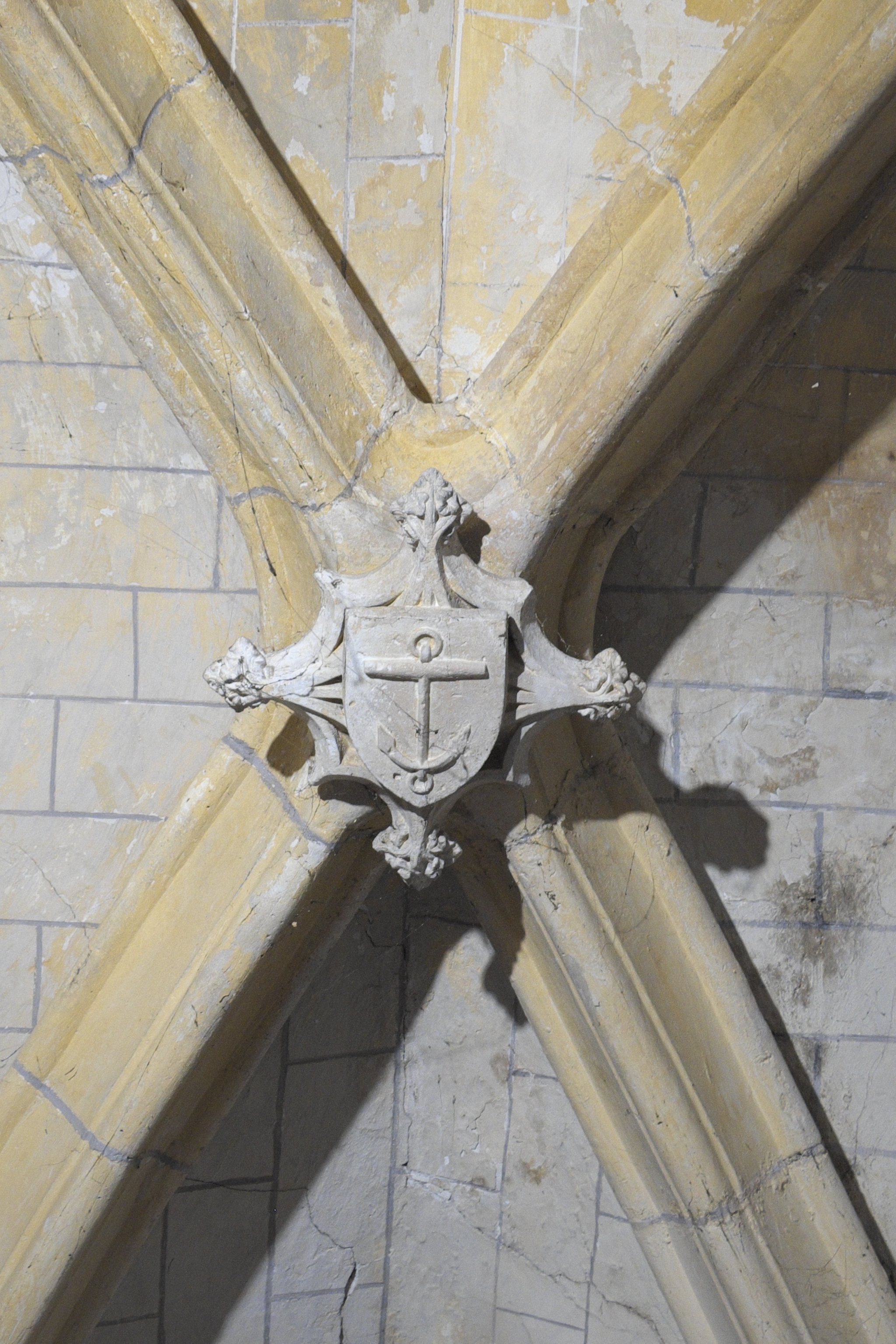
Clé de voûte

L'intérieur est composé d'une nef à collatéraux et d'un chevet plat percé de trois fenêtres en plein cintre. Il est couvert d'une voûte en croisée d'ogives qui repose sur des arcades brisées et des grosses colonnes. Les croisées d'ogives sont ornées de clés de voûte, dans le bas-côté nord quelques-unes sont sculptées en forme de clés pendantes. 

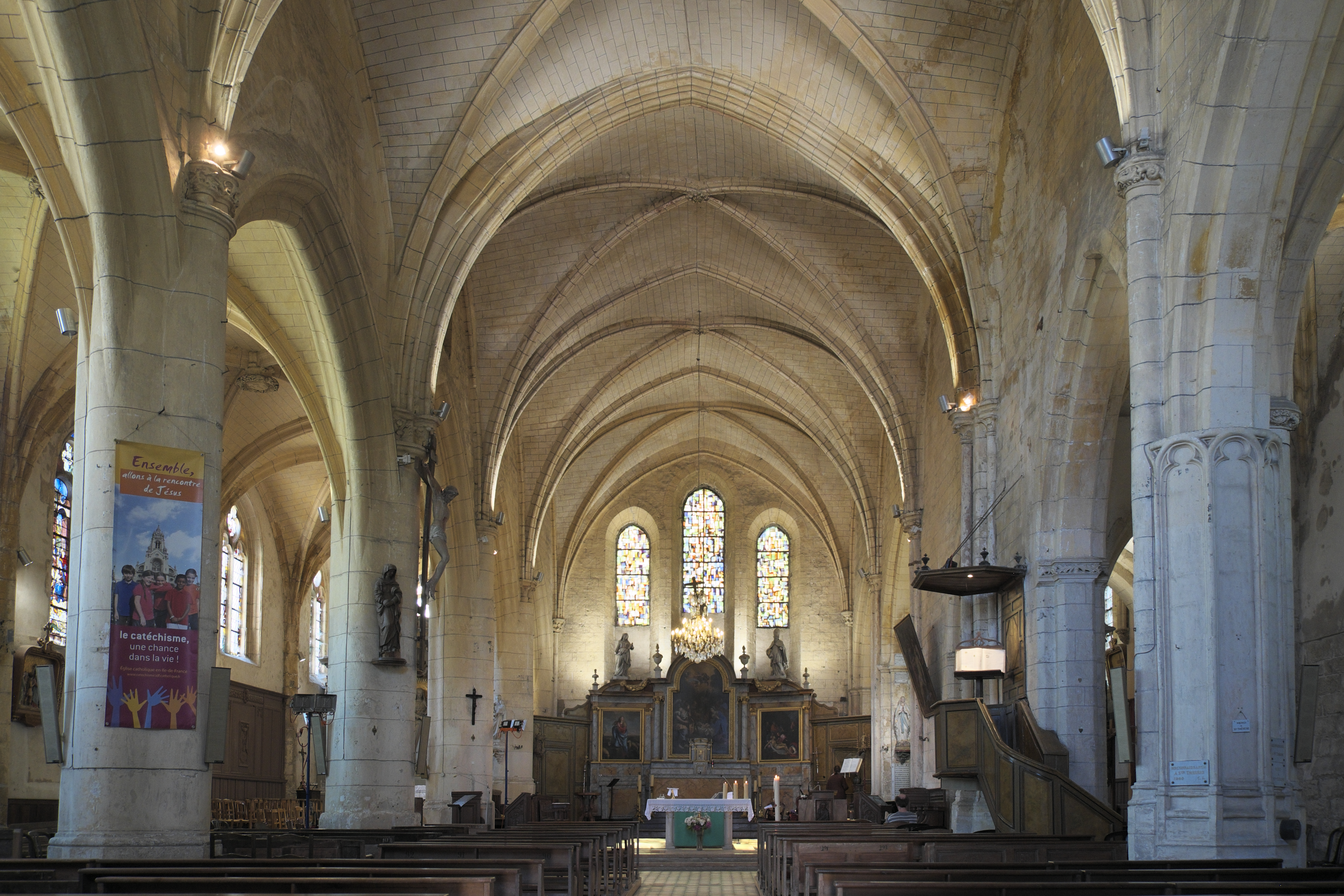
Intérieur
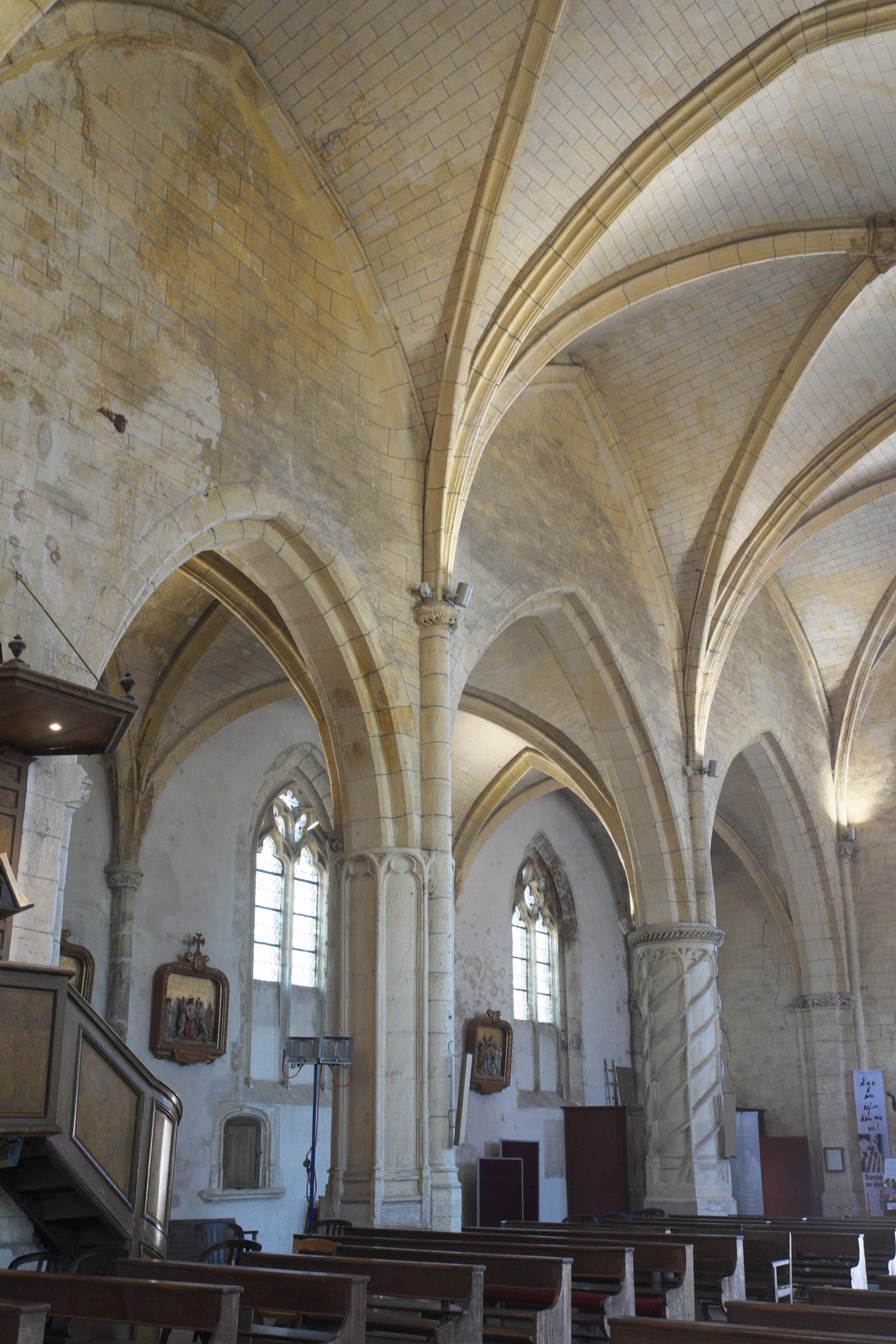
Bas-côté sud
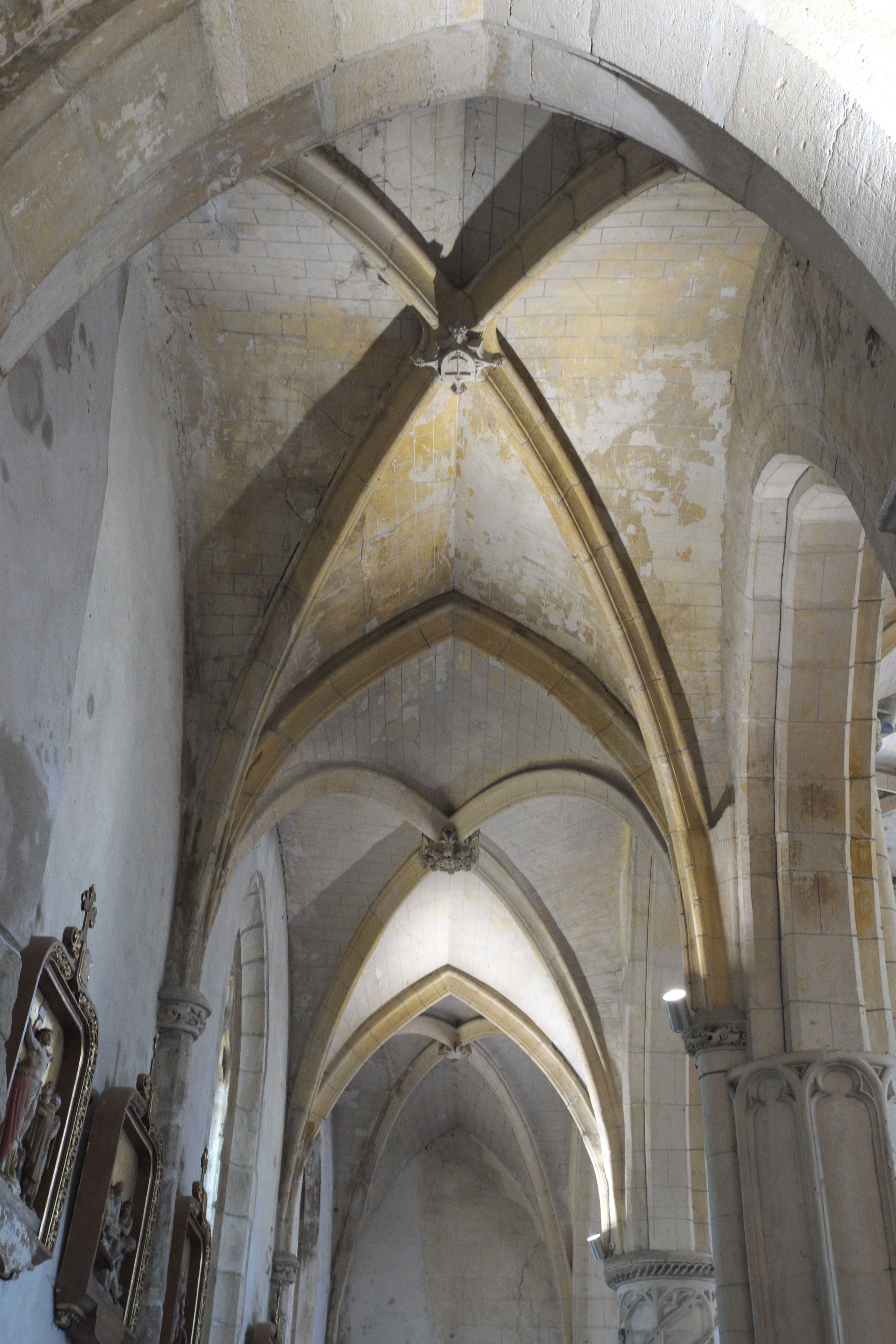
Voûte en croisée d'ogives du bas-côté sud

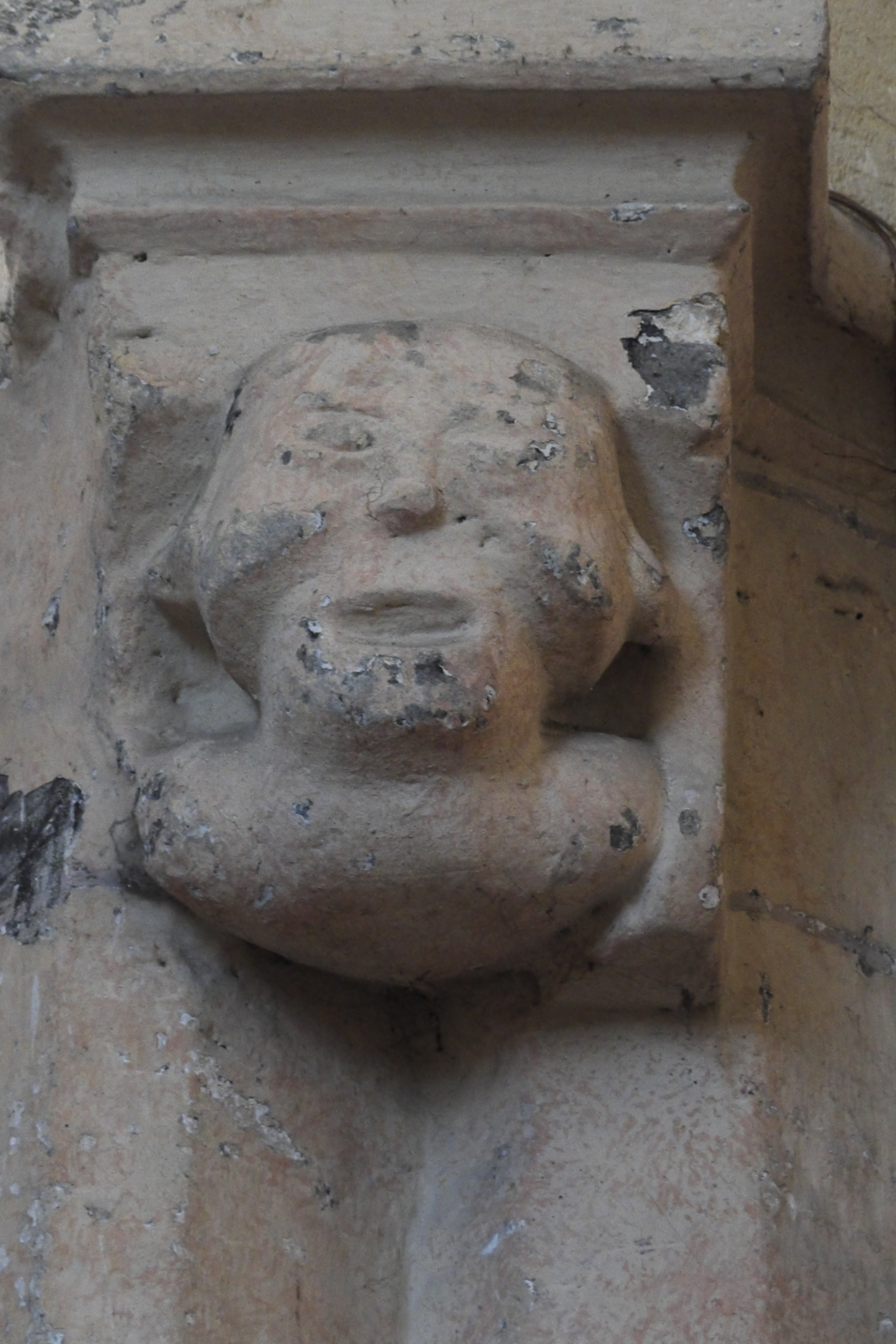
Cul-de-lampe roman

Au rez-de-chaussée du clocher se sont conservés deux culs-de-lampe aux têtes d'hommes datant de l'époque romane.

## Vitraux

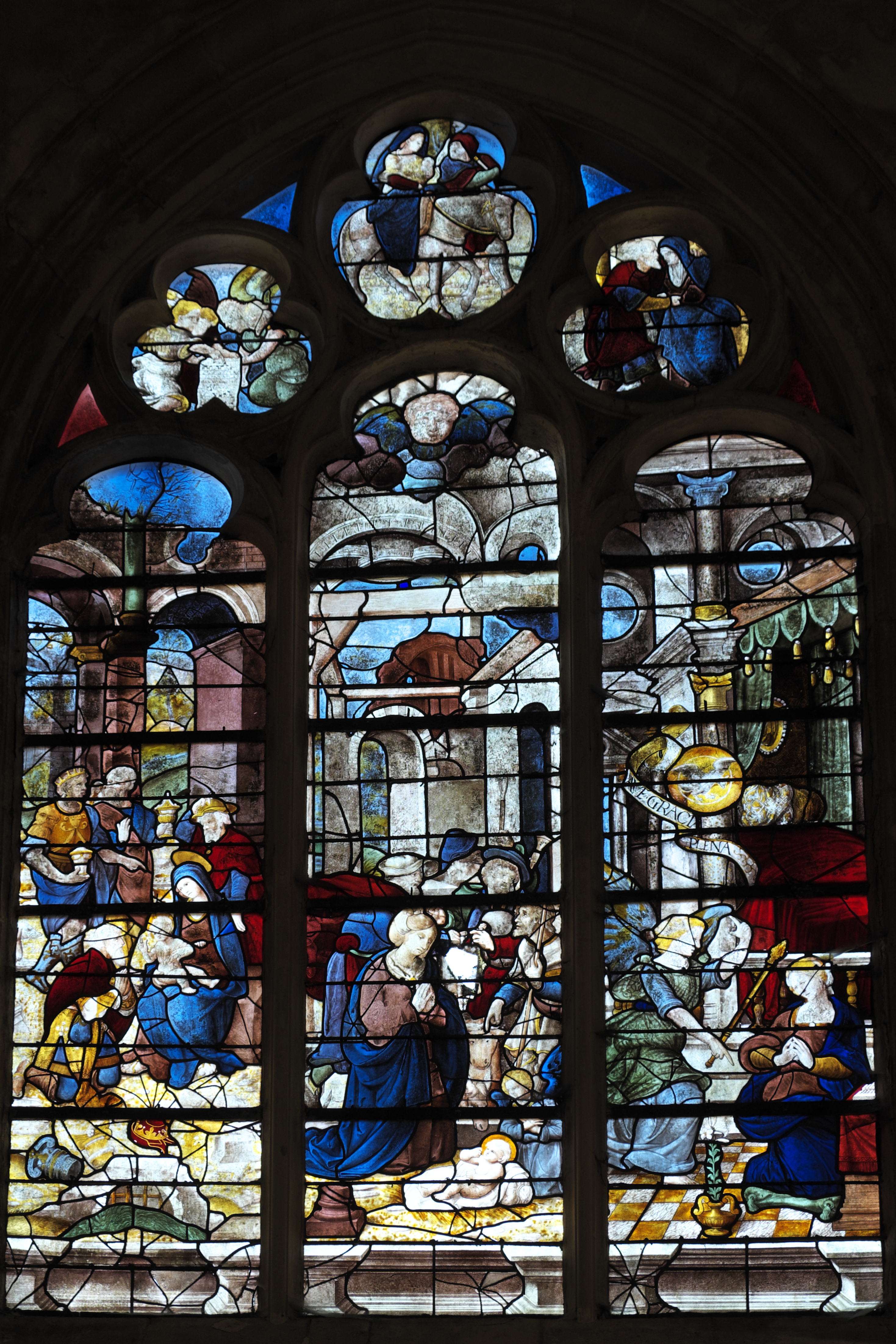
Vitrail de la Nativité

Dans le bas-côte nord s'est conservé un vitrail du XVIe siècle sur lequel sont représentées des scènes de la Nativité du Christ. Le vitrail est classé monument historique à titre objet en 1896. Il est composé de trois lancettes trilobées, surmontées d’un réseau de trois trèfles et de quatre écoinçons.
Sur la lancette du côté droit, on voit l'Annonciation, au milieu l'Adoration des bergers et sur la lancette du côté gauche l'Adoration des mages. Au tympan sont représentées, sur le panneau droit les scènes de la Rencontre à la porte dorée, sur le panneau du milieu la Fuite en Égypte, et sur le panneau gauche des anges.

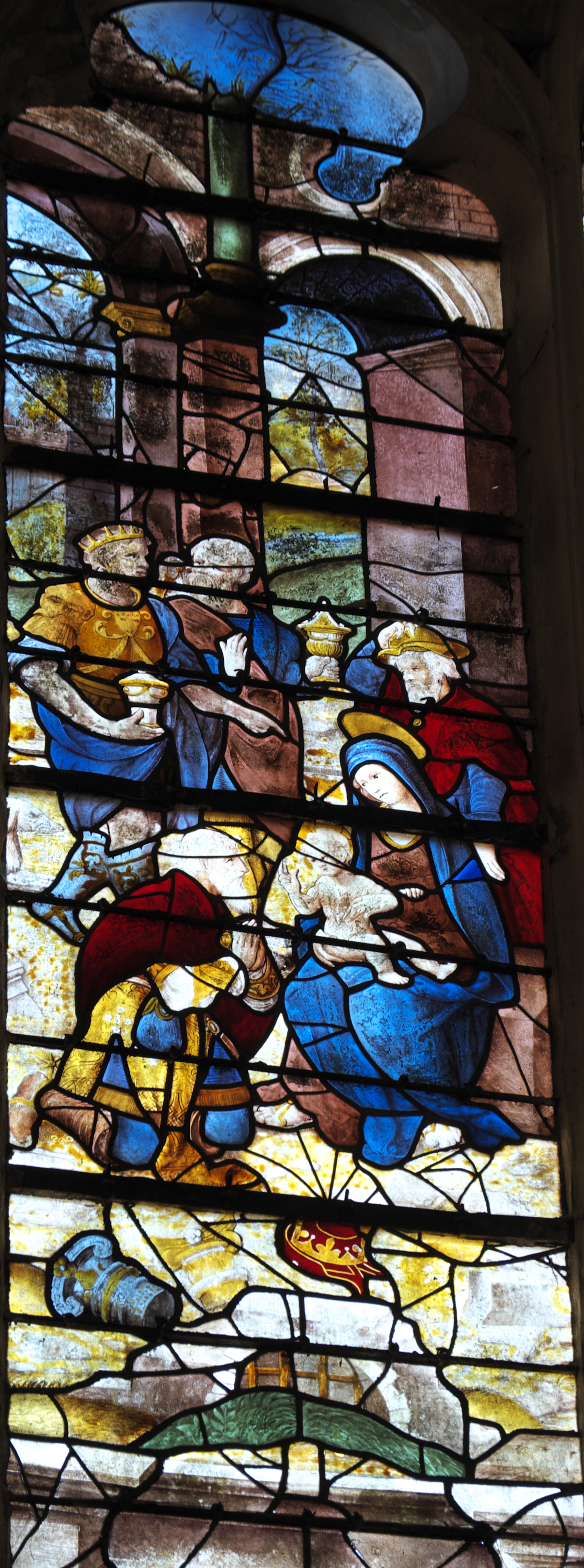
Adoration des mages
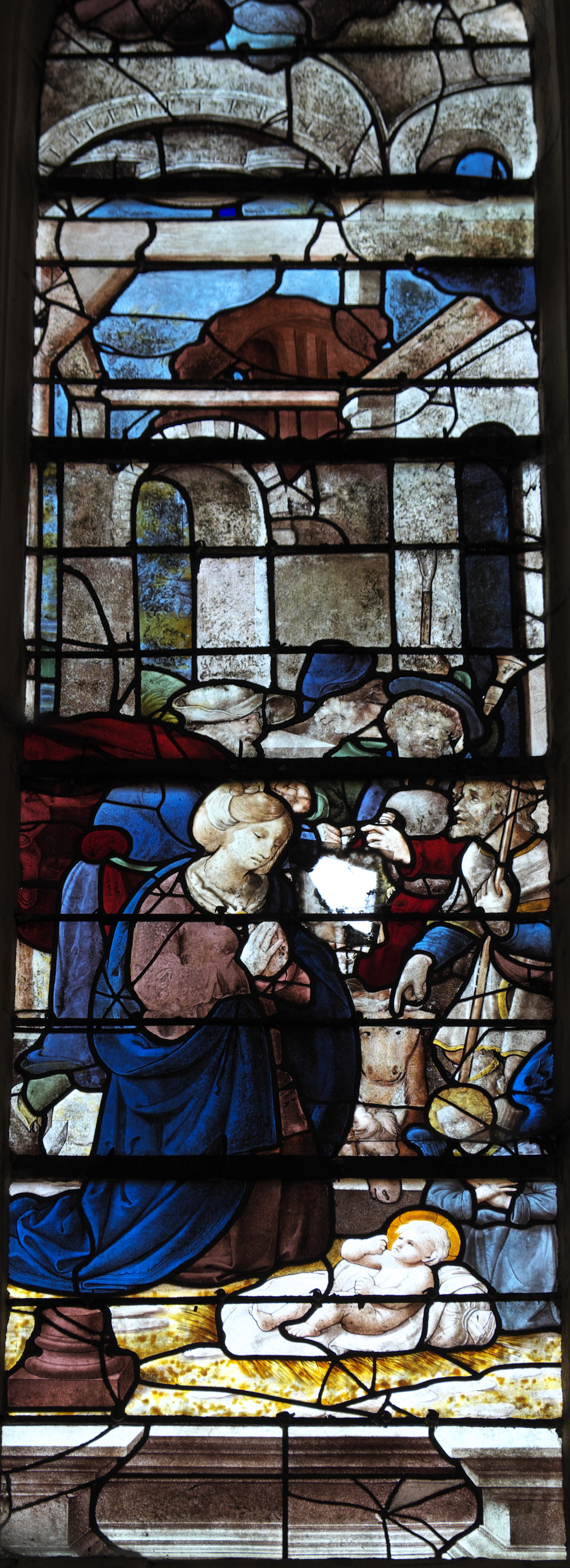
Adoration des bergers
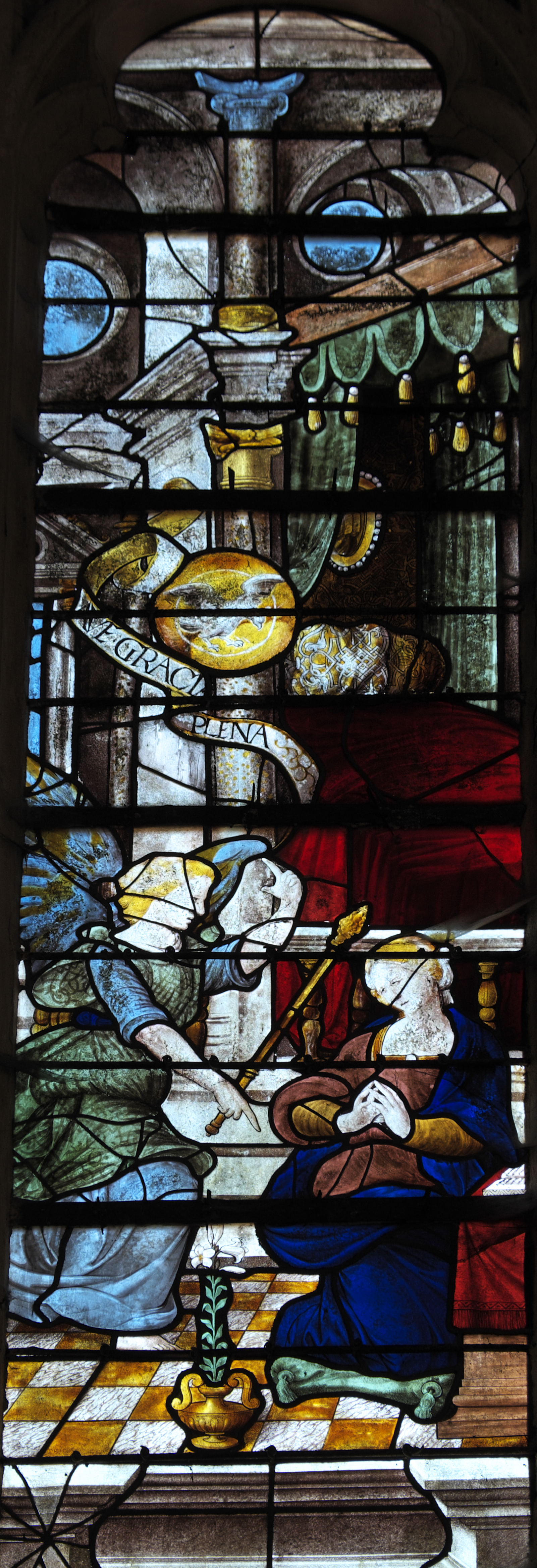
Annonciation

Dans d'autres baies se sont seulement conservés quelques fragments. Sur le fragment d'un vitrail classé monument historique à titre objet en 1944 on reconnaît la Présentation au Temple. 

## Mobilier
- Dans le bas-côté sud est conservée la dalle funéraire « d'Isabeau, la femme de Guillaume Grisart »[5] qui date du XIIIe siècle. Sur la dalle est gravé un arc trilobé sous lequel est représentée la défunte les mains jointes en prière et vêtue d'une élégante cape. La dalle porte une inscription qui est partiellement illisible.
- Une plaque en marbre datant du XVIe siècle commémore le souvenir de Nicolas Dieusit, mort en 1553, et de son épouse Nicole Barbin. En haut sont représentés les défunts, accompagnés de leurs enfants et agenouillés devant le Christ en croix, en bas on voit les armes des deux familles[6].
- Les fonts baptismaux en pierre datent du XVe siècle.

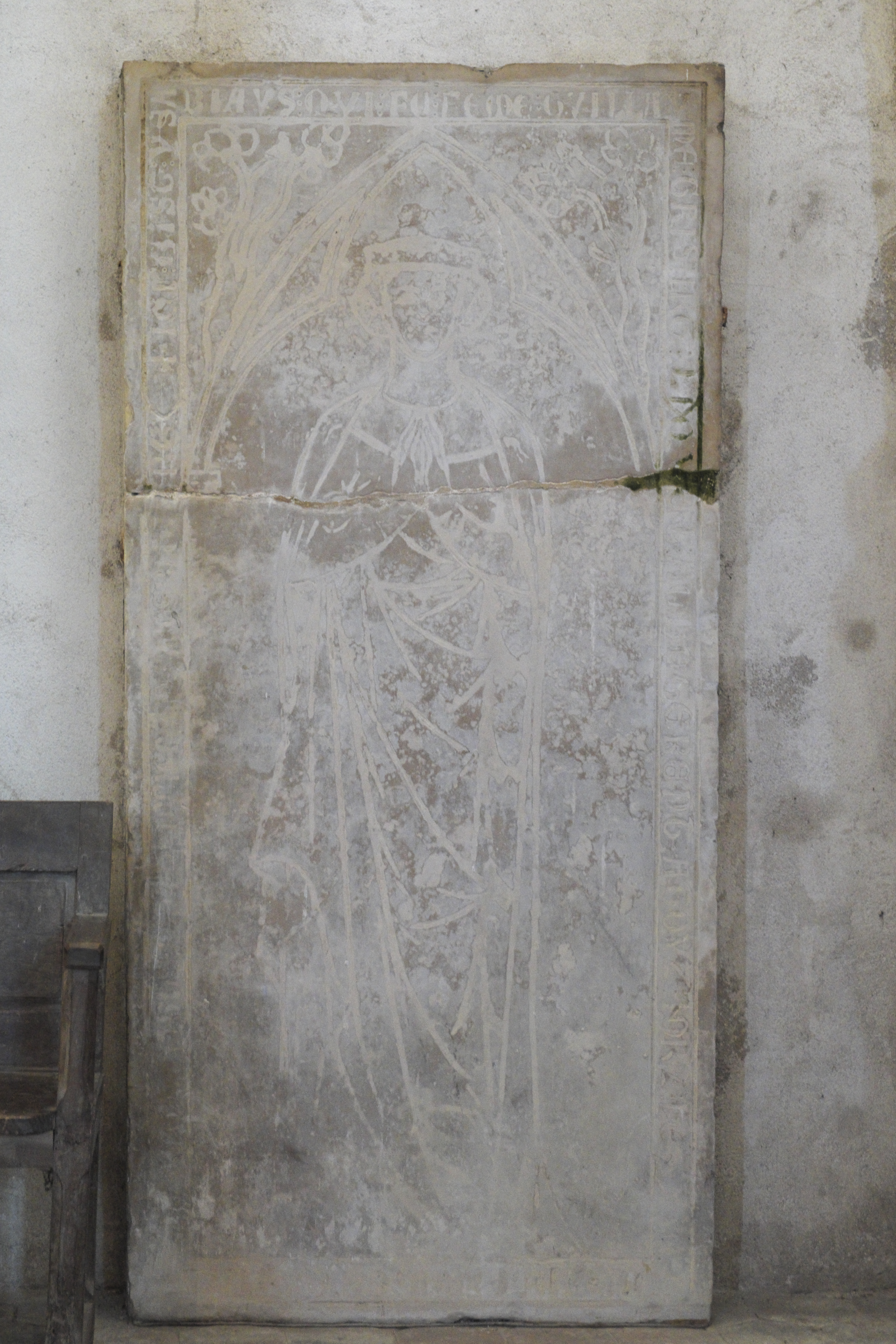
Dalle funéraire du XIIIe siècle
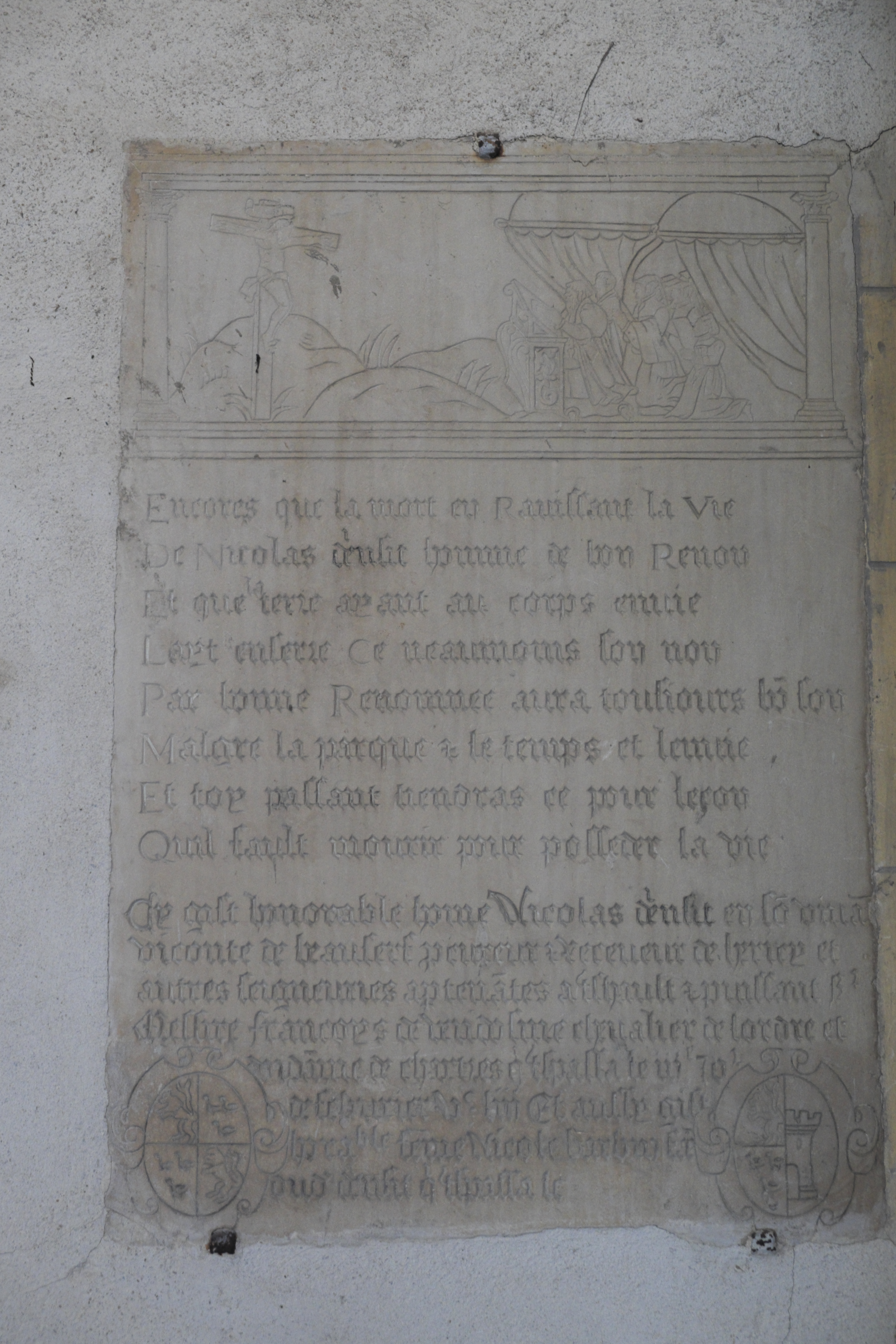
Plaque funéraire du XVIe siècle
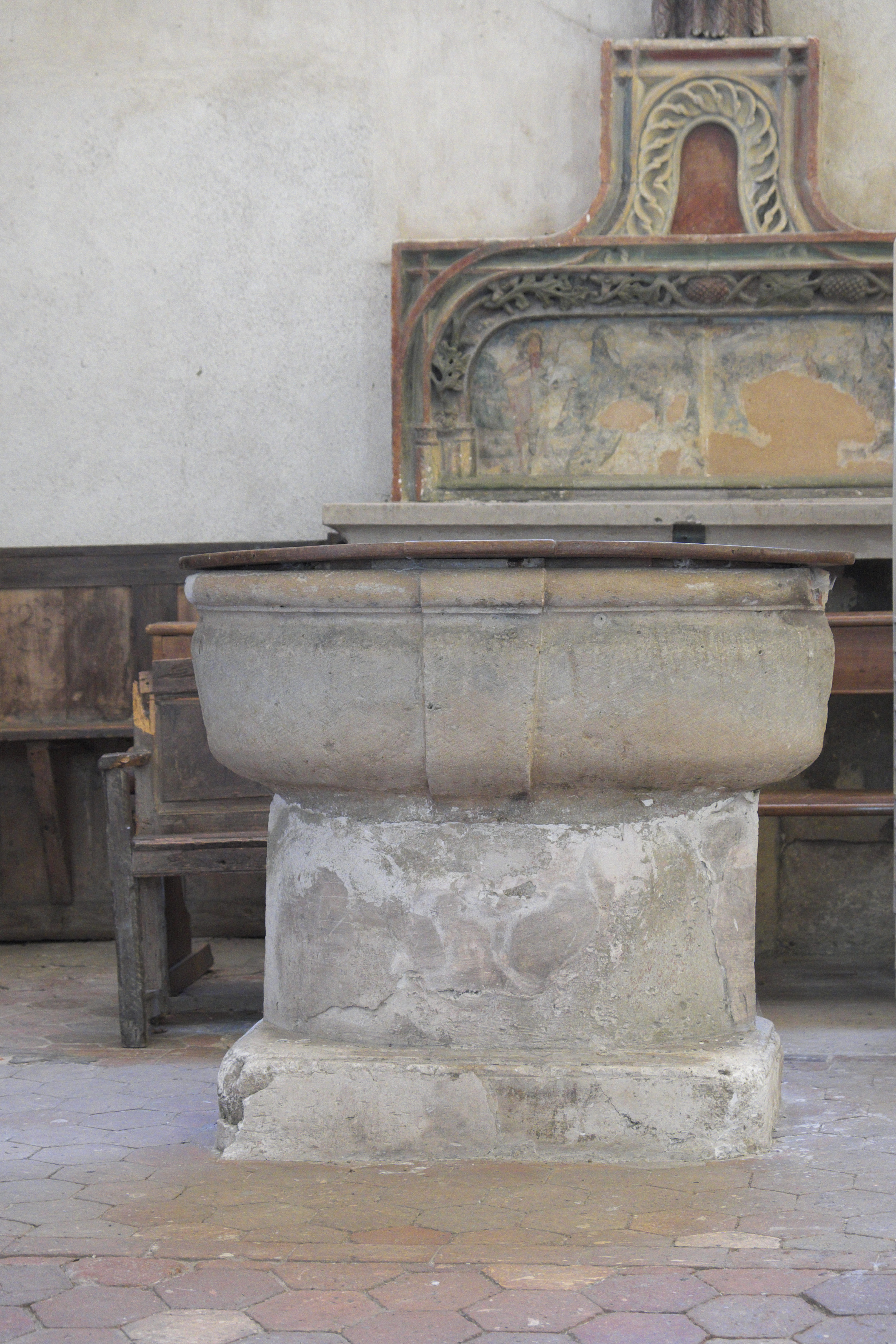
Fonts baptismaux